# Baladeur

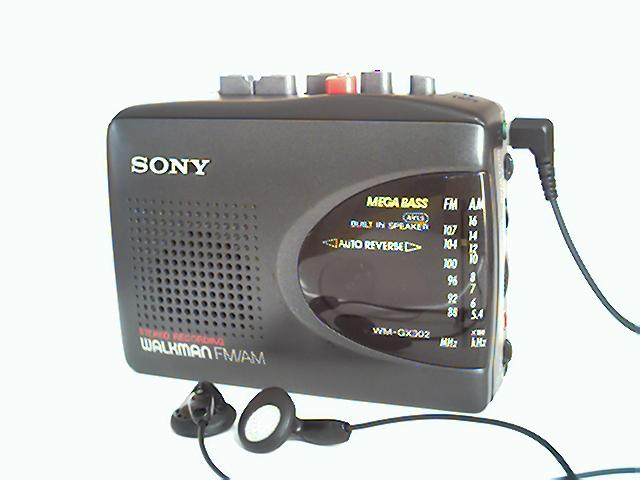
Sony Walkman WM-GX302 (1995).

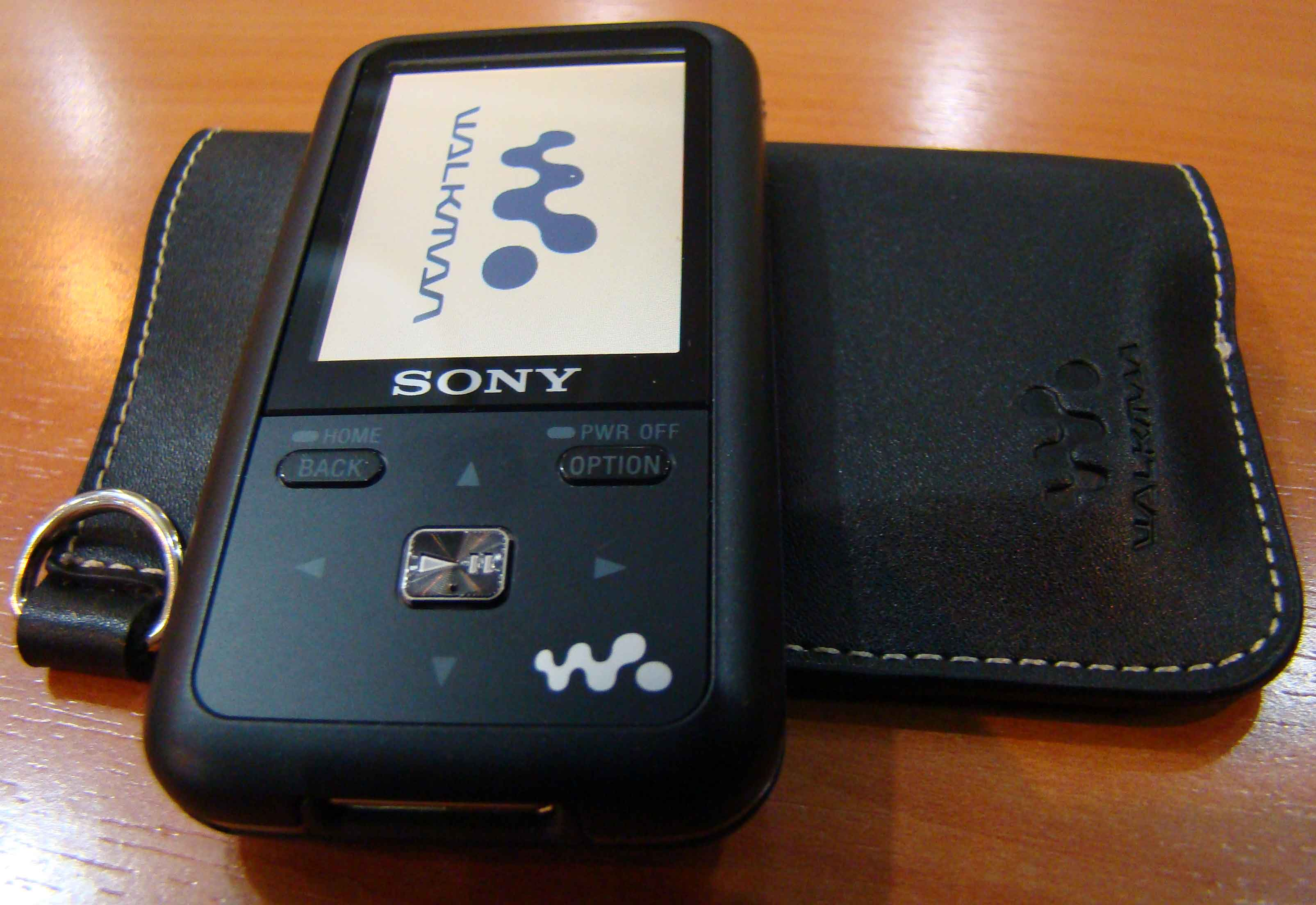
Sony Walkman NWZ-S618F (2008).

Un baladeur est un appareil électronique portable de très petit format (de poche) destiné à l'écoute de musique. Certains modèles permettent l'enregistrement, ou sont munis d'un écran permettent la visualisation de contenus multimédias. 

## Histoire

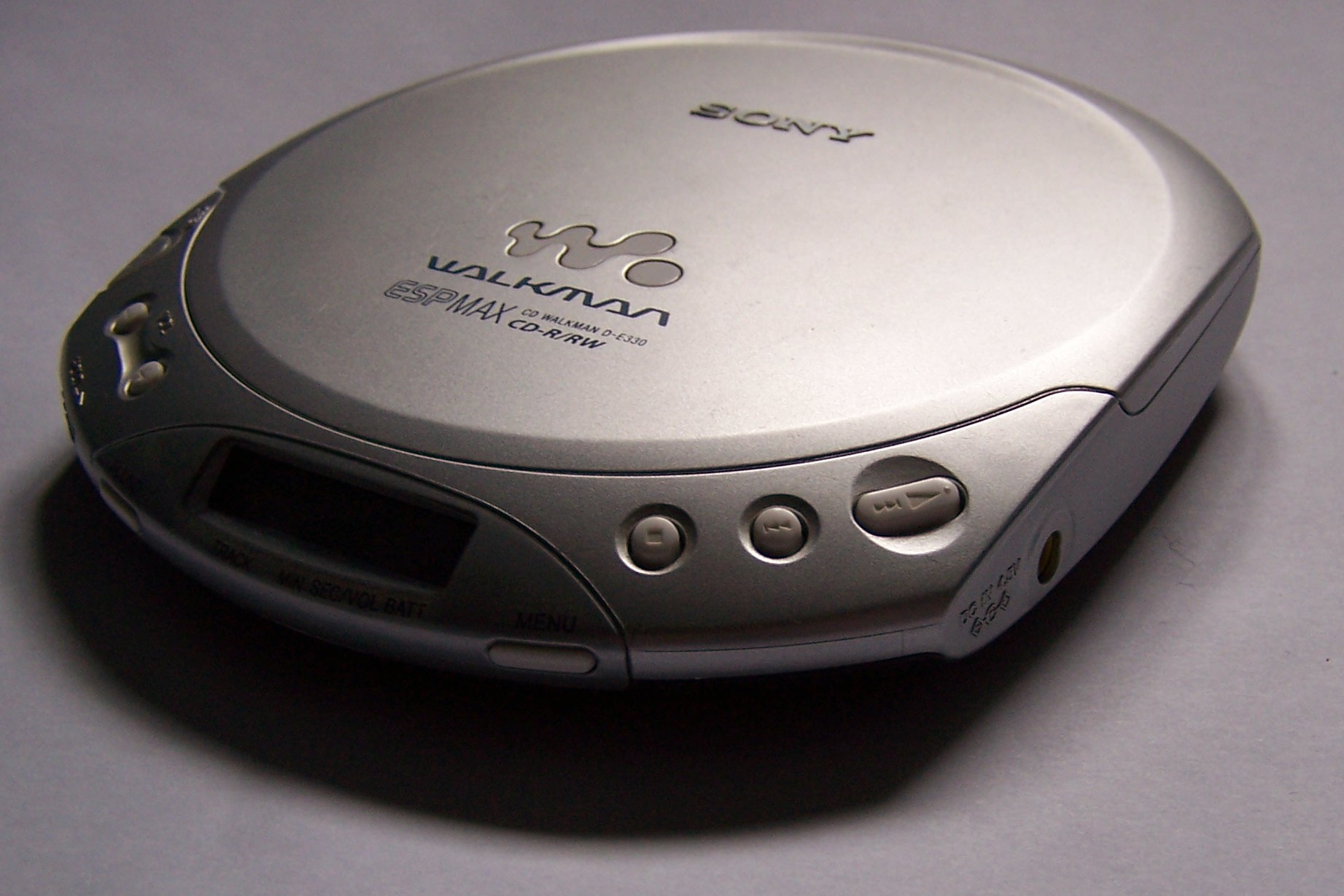
Un baladeur CD.

Le prototype, nommé Stereobelt (en), a été inventé par Andreas Pavel. Il dépose le brevet en 1976. La plupart des industriels ne sont pas convaincus. Sony rachète finalement les droits et commercialise le 1er juillet 1979 le TPS-L2, le premier Walkman, qui permet de lire les cassettes audio. Le produit remporte un grand succès et se vend à 1,5 million d'exemplaires en deux ans.
Les concurrents suivent très vite et les années 1980 voient diverses améliorations, notamment une perte du poids et une diminution de la consommation électrique.
Le premier baladeur numérique est commercialisé en 1998.
Depuis, le baladeur a évolué en fonction des avancées technologiques : baladeur cassette, baladeur CD, baladeur numérique, smartphone.
Le marché atteint un pic en 2008 avant de décliner, concurrencé par les smartphones.

## Étymologie et terminologie
Le mot « baladeur » est le terme recommandé en France par la DGLFLF et au Canada par l'OQLF. Il évoque la balade, c'est-à-dire la promenade.
Dans la langue parlée, il fut longtemps en concurrence avec le terme Walkman, marque commerciale de Sony qui avait semblé s'imposer dans un premier temps car c'était la première marque à proposer ce genre d'appareil en 1979.
« Baladeur » s'est peu à peu implanté dans les dénominations commerciales et supports publicitaires, grâce à sa promotion par une grande entreprise de distribution, la Fnac, et sa revue mensuelle d'information Contact. L'usage du terme semble tout à fait généralisé dans la langue écrite (annonces publicitaires, catalogue de VPC, prospectus des grandes surfaces mis dans les boîtes aux lettres, etc.) en 1987. Cette évolution a été facilitée par le fait que les autres fabricants de lecteurs portables avaient besoin d'un terme générique, « Walkman » étant la propriété de Sony.
Dans les années 2000, devant la généralisation des baladeurs numériques, c'est le terme impropre « lecteur MP3 » ou simplement « MP3 » qui prédomine dans le langage parlé en France.

## Description
Le Walkman, dans sa désignation commerciale, est une gamme d'appareils électroniques conçus et commercialisés par Sony en 1979. C'était, jadis, un lecteur portatif de cassettes audio, de dimensions réduites, alimenté par piles et permettant d'écouter de la musique au moyen d'écouteurs. 
Aujourd'hui, les baladeurs sont numériques, plus compacts, et peuvent comporter un écran pour pouvoir regarder des images fixes ou animées (photos, films, vidéos). Ils sont désormais fréquemment remplacés par des smartphones, qui permettent d'embarquer un volume important de contenu multimédia (images et sons) ou d'y accéder sur l'Internet. L'apparition de petits haut-parleurs de poche, à piles ou batteries, connectés sans fil au baladeur ou au smartphone, offre également la possibilité d'écouter de la musique sans écouteurs individuels, voire d'utiliser le baladeur comme un appareil de restitution sonore domestique, en lieu et place d'un appareil fixe.

## Prévention des risques auditifs
Durant une écoute à forte intensité sonore et prolongée, l'exposition peut aboutir à un traumatisme auditif. Il se manifeste par des pertes auditives partielles ou totales, des acouphènes et de l'hyperacousie. Les conséquences sont parfois dramatiques dans la vie de l'individu car ces pathologies sont irréversibles.